# چندلیان
چندلیان (به انگلیسی: Rhizophoraceae) تیره‌ای از مالپیگی‌سانان چوبی با حدود پانزده سرده و ۱۲۰ گونه که بیشتر در مناطق حاره‌ای و جنب‌حاره‌ای می‌رویند. گیاهان این تیره درخت یا درختچه‌هایی هستند که در کناره یا حاشیه آب دریا می‌رویند و درون آب این بخش از سواحل در مناطق بین گرمسیری نوعی رویش خاص به‌نام جنگل حرا را تشکیل می‌دهند.
این گیاهان که در نوار پر پیچ و خم سواحل دریاهای گرم تیپ رویشی خاص حرا را تشکیل می‌دهند به‌خوبی می‌توانند هجوم امواج را تحمل کنند و با محیط کاملاً سازگار شوند. جنگل‌های انبوه و متراکمی را که این درختان در ساحل به‌وجود می‌آورند بتدریج تا آخرین حد ممکن در دریا پیشروی می‌کنند تا بالاخره به حد ثابت و پایداری برسد. در بعضی سواحل جبهه جلو این جنگل‌ها حتی زمان جزر دریا نیز از آب خارج نمی‌شوند.
این تیره ۱۶ جنس و ۱۲۰ گونه دارد که در مناطق گرم و مرطوب پراکنده‌اند و اغلب به شکل رویش‌های حاشیه دریایی با ساحل گلی حرا دیده می‌شوند.
در ایران یک جنس و گونه از این تیره بنام Mucronata Rhizophora به نام فارسی چندل در لابه‌لای درختان حرا در بندر سیریک (بیابان) می‌روید چوب این درخت در صنعت لنج و کشتی‌سازی ارزش زیادی دارد.

## شرح
تیره چندل تیره کوچکی مجاور گاروم‌زنگیان (کومبرتاسه) است که غالباً از لحاظ داشتن تخمدان چندخانه‌ای (۲ تا ۶ خانه) و ۲ تخمک در هر خانه با تیره گاروم‌زنگیان تفاوت دارد. 
آرایش برگ‌های آنها فراهم یا متقابل و گل‌هایشان دارای پنج گلبرگ و صفحه‌ای حاوی شهد است و گرده‌افشانی در آن‌ها با باد انجام می‌شود.
تمام گیاهان این تیره چوبی دارای برگ‌های ساده چرمی معمولاً متقابل و گوشوارک دار و واجد گل‌هایی با تخمدان نیمه زیرین یا کاملاً زیرین هستند. معمولاً کاسه گل در این گیاهان شامل ۴ تا ۸ کاسبرگ جام دارای ۴ تا ۸ گلبرگ و پرچم‌ها ۲ تا ۴ برابر تعداد گلبرگ‌ها و گاهی بیشتر هستند مادگی شامل ۲ تا ۴ برچه است که تخمدانی غالباً ۴ خانه ای با تمکن محوری تشکیل می‌دهند هر خانه تخمدان در اصل محتوی دو تخمک آویخته‌است و میوه اشکال متفاوتی دارد. گیاهان این تیره فاقد آبکش درونی و همچنین دستگاه ترشح کننده اسانس هستند و در عوض در تمام بافت‌ها به‌طور فراوان یاخته‌هایی محتوی تانن دارند. 